# Джонсън (окръг, Тенеси)
Вижте пояснителната страница за други значения на Джонсън.
Окръг Джонсън (на английски: Johnson County) е окръг в щата Тенеси, Съединени американски щати. Площта му е 785 km², а населението – 17 499 души (2000). Административен център е град Маунтин Сити.